# Ingo Züchner
Ingo Züchner (11 settembre 1969) è un ex saltatore con gli sci tedesco orientale.

## Biografia
In Coppa del Mondo esordì il 21 gennaio 1989 a Oberhof, ottenendo l'unico podio in carriera (3°).
Prese parte a un'edizione dei Campionati mondiali, Lahti 1989 (30° nel trampolino normale il miglior piazzamento).

## Palmarès

### Mondiali juniores
- 1 medaglia:
  - 1 oro (gara a squadre ad Asiago 1987)

### Coppa del Mondo
- Miglior piazzamento in classifica generale: 29º nel 1989
- 1 podio (individuale):
  - 1 terzo posto